# Zespół nieuwagi stronnej
Zespół nieuwagi stronnej, zespół pomijania (zaniedbywania) stronnego (połowiczego), jednostronne „zaniedbywanie” przestrzeni – zaburzenie polegające na utrudnieniu spostrzegania lub niedostrzeganiu połowy przestrzeni po stronie przeciwległej do uszkodzonej półkuli mózgu.

## Charakterystyka
Pacjenci z zespołem nieuwagi stronnej nie dostrzegają i ignorują jedną stronę przestrzeni. Badania i obserwacje sugerują jednak, że posiadają nieświadomą wiedzę na temat pomijanej strony. Świadczą o tym m.in. wyniki eksperymentów „Płonący dom” i „Pęknięty kieliszek”. Pacjentom pokazywano dwa rysunki domów, z których jeden płonął po pomijanej stronie i dwa rysunki kieliszków, z których jeden był wyszczerbiony po pomijanej stronie i pytano, w którym domu chcieliby zamieszkać i z którego kieliszka chcieliby się napić. Badani twierdzili, że obiekty na obu rysunkach są takie same, ale jednocześnie wybierali niepalący się dom i nieuszkodzony kieliszek.

## Objawy
Objawami zespołu nieuwagi stronnej są m.in.:
- pisanie tylko po jednej stronie kartki
- wkładanie tylko jednego rękawa lub jednego buta
- golenie połowy podbródka
- robienie makijażu połowy twarzy

## Patogeneza
Zaburzenia w zespole nieuwagi stronnej występują po uszkodzeniu obszarów ciemieniowo-skroniowych prawej półkuli, a mechanizm prawdopodobnie polega na nieadekwatnej ocenie informacji percepcyjnych, które są spowodowane zaburzeniami relacji między nieświadomymi a świadomymi aspektami procesu spostrzegania.